# 파랑꼬리낮도마뱀붙이
블루테일 데이 게코(blue-tailed day gecko)라 불리는 파랑꼬리낮도마뱀붙이(Phelsuma cepediana)는 주행성을 띄는 도마뱀붙이류의 일종이다. 모리셔스섬에 고유하며, 따뜻하고 습한 구역에 서식하고 다양한 나무, 덤불에서 지낸다.
종명 cepediana는 프랑스의 박물학자 베르나르 제르맹 드라세페드(:en:Bernard Germain de Lacépède)를 기려 지었다.

## 형태

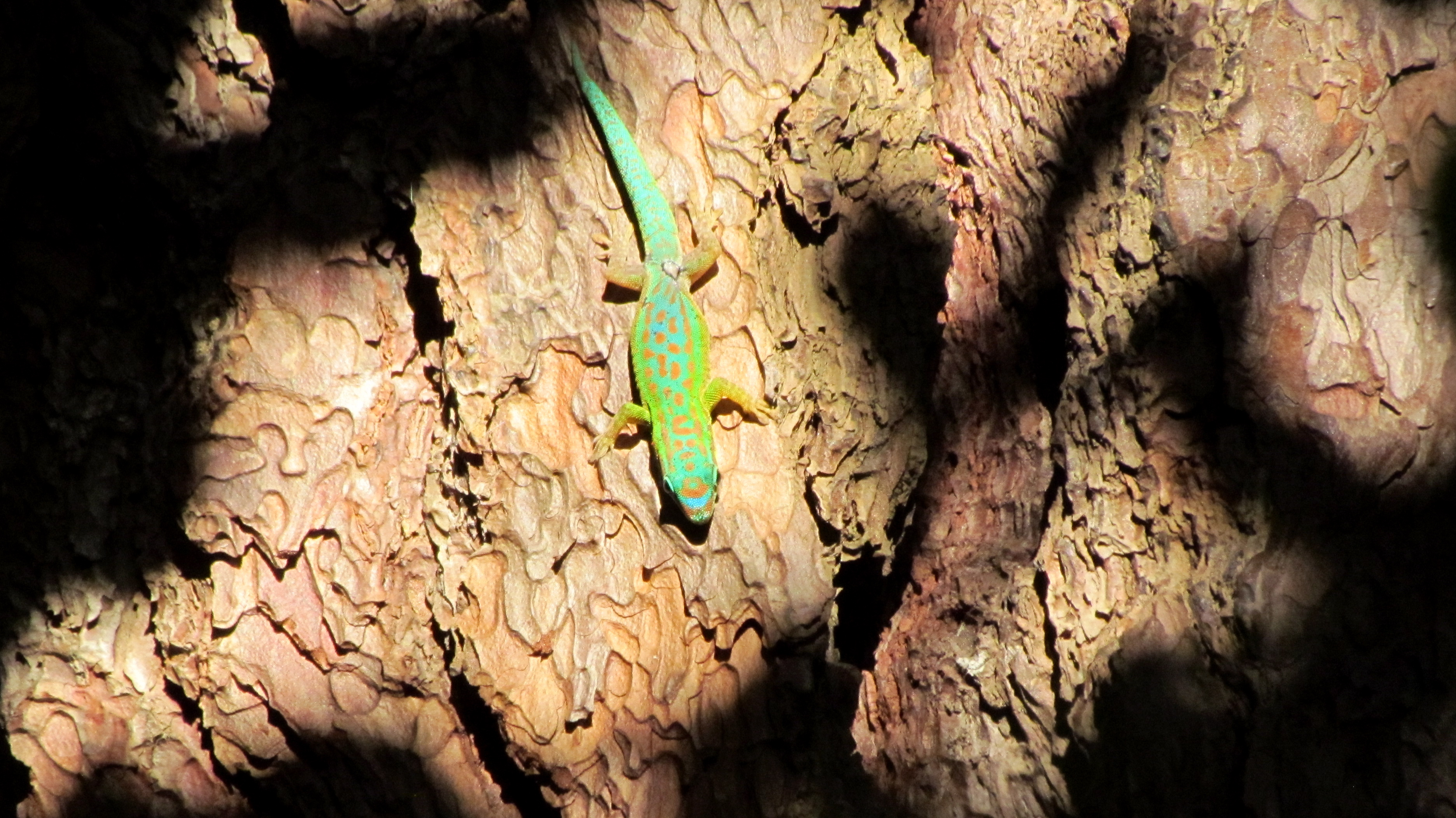
모리셔스의 나무에서 찍은 개체

파랑꼬리는 꼬리까지 최대 15 cm 에 달하는 중형 낮도마뱀붙이류다 등과 옆구리 사이에는 줄무늬가 있는데, 중간중간 끊어져있기도 하다. 콧구멍에서 어깨까지 붉은 줄무늬가 있다. 수컷의 몸은 연두색, 청록색을 띈다. 수컷의 등은 하늘색을 띄며, 심홍색 점무늬, 짧은 줄무늬로 덮여있다. 수컷의 꼬리는 남색이다. 암컷은 수컷처럼 밝은 파란색을 띄지 않는다. 암컷의 등은 밝은 녹색이며 산화철색 점무늬가 있다.

## 분포
파랑꼬리는 모리셔스섬에 널리 분포하며, 마다가스카르, 특히 이볼로이나(:en:Parc Ivoloina)에서 몇 번 목격된 적이 있는 걸 봐선 마다가스카르에 도입되었을지도 모른다. 하지만 탐색이 제대로 이루어지지는 않았다.

## 서식
파랑꼬리는 주로 코코넛야자, 부채파초, 바나나나무, 파파야 따위의 덤불과 나무에서 지낸다. 교외의 정원과 주택에서도 서식한다. 맥커운(McKeown)(1993)은 모리셔스의 원래의 초목지대는 대부분 파랑꼬리가 살지 못하는 농경지로 바뀌었다고 했다.

## 식성
파랑꼬리는 다양한 곤충 따위의 무척추동물을 먹는다. 부드럽고 달달한 과일, 꽃가루, 꽃꿀도 먹는다. 오늘날 심각한 멸종위기에 처한 덩굴식물 로우세아(:en:Roussea simplex)의 꽃은 막대한 꽃꿀을 분비하며, 오직 파랑꼬리만이 꽃가루를 수분한다. 파랑꼬리는 과일에서 새어나오는, 아주 작은 씨앗이 섞인 젤라틴질의 분비물을 핥아서, 돌아다니는 곳마다 씨앗을 떨구는 역할도 한다. 하지만 크기가 2mm에 불과한 흰발개미(:en:Technomyrmex albipes)가 인도태평양 지역에서 모리셔스에 도입되었는데, 이 개미는 로우세아의 꽃을 진흙으로 뒤덮어서 가루깍지벌레를 보호하는 습성이 있다. 가루깍지벌레는 수액을 빨아서 설탕질의 변을 배설하고, 개미는 이걸 받아먹는다. 개미는 식물에 접근하는 동물을 공격하고, 파랑꼬리가 꽃을 수분하는 걸 막아서, 로우세아의 번식을 심각하게 저해한다.

## 습성
이 녀석들은 같은 종을 포함한 낮도마뱀붙이류의 다른 개체한테 상당히 공격적일 수도 있다. 사육 시에는 수컷이 때때로 암컷을 심하게 공격할 수 있는데, 암컷이 사육장에서 탈출할 수 없기 때문에, 사람이 암수를 분리해줘야 한다.
암컷은 알을 안전한 곳에서 낳아서 어딘가에 붙인다. 새끼는 온도가 28 °C (82 °F)일 때 40-45 일 후에 부화하며, 신생아는 꼬리까지 40 mm에 이른다.

## 사육
파랑꼬리는 식물이 무성한 큰 테라리움에서 쌍으로 키워야 하며, 공기 흐름이 충분해야 한다. 온도는 28–30 °C, 습도는 75-100 %를 유지해야 한다. 사육 시에는 귀뚜라미, 시판 과일 사료, 벌집나방(:en:wax moth) 애벌레, 초파리, 밀웜, 집파리를 먹일 수 있다.

## 참고 문헌
- Christenson, Leann, and Greg Christenson (2003). 《Day Geckos In Captivity》. Ada, Oklahoma: Living Art Publishing. 123–124쪽. ISBN 0-9638130-2-1.
- Henkel, F.-W., and W. Schmidt (1995). Amphibien und Reptilien Madagaskars, der Maskarenen, Seychellen und Komoren. Ulmer Stuttgart. ISBN 3-8001-7323-9
- McKeown, Sean (1993). The general care and maintenance of day geckos. Advanced Vivarium Systems, Lakeside CA.